# Loris Stafoggia
Loris Stafoggia (Urbino, 1955. december 23. – 2010. május 5.) olasz nemzetközi labdarúgó-játékvezető. Polgári foglalkozása oktató.		

## Pályafutása

### Nemzeti játékvezetés
1988-ban lett a Serie A  bajnokság játékvezetője. Az aktív nemzeti játékvezetéstől 1997-ben vonult vissza. Első ligás mérkőzéseinek száma: 87.

### Nemzetközi játékvezetés
Az Olasz labdarúgó-szövetség Játékvezető Bizottsága (JB) 1989-ben terjesztette fel nemzetközi játékvezetőnek, a Nemzetközi Labdarúgó-szövetség (FIFA) bíróinak keretébe. Több nemzetek közötti válogatott és klubmérkőzést vezetett. Az olasz nemzetközi játékvezetők rangsorában, a világbajnokság-Európa-bajnokság sorrendjében többedmagával a 46. helyet foglalja el 1 találkozó szolgálatával. Az aktív nemzetközi játékvezetéstől 1997-ben búcsúzott. Válogatott mérkőzéseinek száma: 3.

#### Európa-bajnokság
Az európai-labdarúgó torna döntőjéhez vezető úton Angliába a X., az 1996-os labdarúgó-Európa-bajnokságra az UEFA JB játékvezetőként foglalkoztatta.
| Időpont           | Helyszín                           | Mérkőzés típusa           | Mérkőzés                | Eredmény | Nézők száma |
| ----------------- | ---------------------------------- | ------------------------- | ----------------------- | -------- | ----------- |
| 1995. április 26. | Kaftatzoglio Stadion, Thessaloniki | előselejtező (8. csoport) | Görögország–Oroszország | 0 : 3    | 29 616      |